# Aglaia leptantha
Aglaia leptantha är en tvåhjärtbladig växtart som beskrevs av Friedrich Anton Wilhelm Miquel. Aglaia leptantha ingår i släktet Aglaia och familjen Meliaceae. Inga underarter finns listade i Catalogue of Life.